# Petershausen
Petershausen is een plaats in de Duitse deelstaat Beieren, en maakt deel uit van het Landkreis Dachau.
Petershausen telt 6.599 inwoners.
Altomünster ·
Bergkirchen ·
Dachau ·
Erdweg ·
Haimhausen ·
Hebertshausen ·
Hilgertshausen-Tandern ·
Karlsfeld ·
Markt Indersdorf ·
Odelzhausen ·
Petershausen ·
Pfaffenhofen an der Glonn ·
Röhrmoos ·
Schwabhausen ·
Sulzemoos ·
Vierkirchen ·
Weichs